# 泰尔-森估算

黑线为泰尔－森估算，蓝线为简单线性回归模型，绿虚线用于生成样本数据点。

泰尔－森估算（英語：Theil–Sen estimator）是非参数统计中一种拟合直线的稳健模型，名称来源于荷兰计量经济学家亨利·泰尔与美国统计学家普拉纳布·森。
假设有二维样本数据(xi,yi)，泰尔－森估算是指所有样本点对所形成的斜率(yj − yi)/(xj − xi)的中位数m。当拟合直线的斜率m确定后，可再由yi − mxi的中位数确定拟合直线的截距。
泰尔－森估算不易受离群值影响。对于偏态分布或异方差的数据，泰尔－森估算的准确度远高于非稳健的简单线性回归，而对于正态分布数据而言其与非稳健模型相比也有着相当的统计功效。